# 3(2H)-苯并呋喃酮
3(2H)-苯并呋喃酮是一种有机化合物，化学式为C8H6O2，它可由乙酸苯并呋喃-3-酯在盐酸-甲醇中回流制得。它可以被硼氢化钠在甲醇中还原为2,3-二氢-3-苯并呋喃醇。